# Eucera lepida
Eucera lepida är en biart som först beskrevs av Cresson 1878.  Eucera lepida ingår i släktet långhornsbin, och familjen långtungebin. Inga underarter finns listade i Catalogue of Life.